# Witkowice (gromada w powiecie radomszczańskim)
Witkowice – dawna gromada, czyli najmniejsza jednostka podziału terytorialnego Polskiej Rzeczypospolitej Ludowej w latach 1954–1972.
Gromady, z gromadzkimi radami narodowymi (GRN) jako organami władzy najniższego stopnia na wsi, funkcjonowały od reformy reorganizującej administrację wiejską przeprowadzonej jesienią 1954 do momentu ich zniesienia z dniem 1 stycznia 1973, tym samym wypierając organizację gminną w latach 1954–1972.
Gromadę Witkowice siedzibą GRN w Witkowicach utworzono – jako jedną z 8759 gromad na obszarze Polski – w powiecie radomszczańskim w woj. łódzkim, na mocy uchwały nr 36/54 WRN w Łodzi z dnia 4 października 1954. W skład jednostki weszły obszary dotychczasowych gromad Chorzenice, Nieznanice i Witkowice (z wyłączeniem wsi Niwka) ze zniesionej gminy Kłomnice w tymże powiecie. Dla gromady ustalono 20 członków gromadzkiej rady narodowej.
Gromadę zniesiono 31 grudnia 1961, a jej obszar włączono do gromad Rzerzęczyce (wieś i parcelę Chorzenice, kolonię i osadę Michałów, wieś Przybyłów, kolonię Tomaszów-Niwki, wieś i parcelę Witkowice oraz osadę leśną Wymysłów) i Kłomnice (wieś i parcelę Nieznanice oraz osadę fabryczną Aurelów).